# شومه (توپولا)
شومه (به صربی: Šume) یک منطقهٔ مسکونی در صربستان است که در توپولا واقع شده‌است. شومه ۵۹۵ نفر جمعیت دارد.